# Edificio Coliseum
El edificio Coliseum es un edificio de la ciudad española de Madrid, ubicado en el número 78 de la calle Gran Vía, en su último tramo. Construido a comienzos de la década de 1930, cuenta con un teatro en su planta baja, aunque antaño estas instalaciones fueron también utilizadas como cine.

## Historia
El edificio Coliseum, en cuya planta baja se encuentra actualmente el teatro, fue construido entre 1931 y 1933, con proyecto de los arquitectos Casto Fernández Shaw y Pedro Muguruza Otaño, por iniciativa del músico y empresario Jacinto Guerrero, situado en la céntrica calle Gran Vía de Madrid. Cuenta con 10 plantas de viviendas y se construyó sobre un solar de 1750 m². Desde su creación quedó abierto el uso ambivalente del local de la planta baja tanto para la representación de obras de teatro como para la proyección de películas. Este tenía un aforo de unas 1540 plazas. Se inauguró como cine el 10 de diciembre de 1932, con una película sobre boxeo del director estadounidense King Vidor titulada Champ.
Durante la defensa de Madrid, debido a su cercanía con el frente de guerra, el cine se usó como almacén de material militar.[cita requerida] En 1944 el crítico musical Antonio Fernández-Cid hacía referencia a una supuestamente «deficiente» acústica del local. Ya en 1990 el Coliseum pasó a ser propiedad del empresario Bautista Soler, que decidió recuperar la sala como teatro en el año 2000.
Ha albergado la representación de obras teatrales y musicales como Colores y barro (septiembre de 1934), ¡Hip, Hip, Hurra! (9 de mayo de 1935), Las siete en punto (estrenada el 17 de diciembre de 1935), Ki-Ki (con Celia Gámez, febrero de 1936), Allo Hollywood (mayo de 1936), Loza, Lozana (3 de septiembre de 1943), My Fair Lady (con José Sacristán, 2003), Cats (2003), La bella y la bestia (2008), Los productores (con Santiago Segura, 2006), Fiebre del sábado noche (2009), Chicago (con Natalia Millán y Manuel Bandera, estrenado en noviembre de 2009), Mamma Mia! (2010), Sonrisas y lágrimas (2012),y Hoy no me puedo levantar (2013). Tras acabar esta última producción, el teatro echó el cierre. 
Stage Entertainment adquirió el teatro dos años más tarde junto a Rockspring, comenzando una extensa restauración que culminó con el reestreno de Mamma Mia! (2017) y posteriormente El guardaespaldas (2017).
Madrid se convirtió en octubre de 2018 en la primera ciudad europea en estrenar, directamente desde Broadway, el musical de Anastasia, que tuvo que interrumpir su segunda temporada por la aparición contagiosa del covid-19. Se anunció una tercera temporada, pero finalmente se canceló. El telón volvió a levantarse en octubre de 2021, con Tina, el musical de Tina Turner, que permaneció hasta enero de 2023 en cartelera.
En marzo de ese mismo año comenzó a representarse el musical Aladdín de Disney. En octubre de 2025, está previsto el estreno de Cenicienta, de Rodgers y Hammerstein.